# ハンス・ケスラー
ハンス・（フォン・）ケスラー（Hans (von) Koessler, 1853年1月1日 ヴァルデック - 1926年5月23日 アンスバッハ）は、ドイツの作曲家・合唱指揮者・音楽教師。マックス・レーガーの従兄。

## 生涯
1874年から1877年までミュンヘンでヨーゼフ・ラインベルガーにオルガンを、フランツ・ヴュルナーに合唱を師事。その後、ドレスデン音楽院における音楽理論と合唱の教師ならびにドレスデン声楽委員会の指揮者に就任。1882年から1908年まで、ブダペスト音楽アカデミーにてオルガンと合唱を指導し、後に作曲科教授も務める。長年の功労により貴族に列せられ、姓の前に“von”をつけることが許された。
門人は、エルンスト・フォン・ドホナーニやエメリヒ・カールマン、コダーイ・ゾルターン、バルトーク・ベーラ、レオ・ヴェイネルら、当時の最も優秀なハンガリー人作曲家が含まれている。1908年に引退後ドイツに戻るが、ドホナーニやカールマンによって再び現場に復帰し、定収入を得ることができるようになった。
ケスラーは、130曲以上の作品を遺しており、そこにはオペラ、2つの交響曲、ヴァイオリン協奏曲、管弦楽のための変奏曲、女声合唱とオルガンのためのミサ曲、詩篇唱、室内楽が含まれている。不安定な境遇が続いて作品が大方失なわれたり、あるいはおそらく個人蔵の管理に入って公開されていないために、作曲家としてほとんど知られていない。